# Atanas Petkow
Atanas Petkow (bulgarisch Атанас Петков; * 12. März 1945) ist ein ehemaliger bulgarischer Radrennfahrer.

## Sportliche Laufbahn
Petkow startete für Bulgarien bei den UCI-Straßen-Weltmeisterschaften 1966 und wurde im Rennen als 58. klassiert. Im Weltmeisterschaftsrennen 1969 wurde er 78.
Die Internationale Friedensfahrt fuhr er 1966 und konnte sich als 59. platzieren, 1967 wurde er 53. Die Bulgarien-Rundfahrt bestritt er sechsmal, konnte dabei aber keine Podiumsplatzierung erreichen.